# Розовский завод «Металлобыт»
Розовский завод «Металлобыт» (укр. Розівський завод «Металопобут») — промышленное предприятие в посёлке городского типа Розовка Розовского района Запорожской области Украины.

## История
Предприятие было создано в 1946 - 1947 гг. в соответствии с четвёртым пятилетним планом восстановления и развития народного хозяйства СССР и введено в эксплуатацию в 1947 году как Розовский районный промкомбинат, относившийся к категории предприятий местной промышленности. В 1947 году в состав промкомбината входили кузница, деревообрабатывающие мастерские и обувная мастерская, но в дальнейшем предприятие было расширено.
В 1950 году в составе промкомбината действовало 12 различных цехов.
После административной реформы 1962 года, в ходе которой Розовка вошла в состав Куйбышевского района Запорожской области было принято решение о развитии промышленности и в соответствии с восьмым пятилетним планом развития народного хозяйства СССР в 1966 году промкомбинат был реорганизован в Розовский завод металлических бытовых изделий.
В 1969 году завод выпустил валовой продукции на сумму 1 млн. рублей.
В 1970 году Розовский завод «Металлобыт» выпускал 217 наименований различных металлоизделий хозяйственно-бытового назначения, в состав предприятия входили кузница, пилорама и металлообрабатывающий цех, численность рабочих составляла 240 человек.
В дальнейшем, от линии Донецк - Камыш-Заря Донецкой железной дороги к заводу были проложены подъездные пути, в 1985 году подъездные пути и складские помещения завода были реконструированы.
В целом, в советское время завод являлся крупнейшим предприятием Розовки.
После провозглашения независимости Украины в октябре 1992 года завод был передан в коммунальную собственность Запорожской области. В дальнейшем, государственное предприятие было преобразовано в закрытое акционерное общество.